# 民族街 (罗马)
民族街（義大利語：Via Nazionale）是意大利罗马的一条街道，从共和国广场通往威尼斯广场。
这条街开始称“庇护街”（via Pia），得名于庇护九世，他希望连接特米尼车站与市中心。这条街完成于19世纪末，由野心勃勃的意大利统一的几个人物完成，他们想要建立一个“新罗马” 作为统一的意大利王国首都。
扩建这条连接罗马中央车站和该市部分人口最多的部分的干道是必要的，这条新道路可以由维托里奥·埃马努埃莱二世街向西延伸，直到台伯河东岸。不过，打通这条穿越市中心的街道，极大地改变了过去街道的路线，拆除了沿途的一些建筑，例如国家剧院。 
沿线建筑有：
- 展览宫（Palazzo delle Esposizioni）（1883）
- 科克宫（Palazzo Koch） - 意大利银行（1892）
- 城内圣保罗教堂（1880年）